# Deducciones fiscales por I+D+i
La deducción fiscal por actividades de investigación y desarrollo e innovación tecnológica (I+D+i) es una reducción en la cuota tributaria recogida en el art. 35 del Texto Refundido de la Ley del Impuesto sobre Sociedades española. Esta deducción se justifica por la incentivación a las empresas para que aumenten sus inversiones en este tipo de actividades, que la Administración entiende caros y arriesgados.

## Aplicación en España
En España, para proceder a su aplicación, el proyecto debe cumplir determinados requisitos en cuanto a la naturaleza de sus actividades y gastos, ambos conceptos definidos en el artículo 35 de ley del Impuesto sobre Sociedades (LIS). En él se especifican las definiciones de investigación, desarrollo tecnológico e innovación tecnológica, y los gastos que constituyen la base de la deducción.

### Requisitos de los beneficiarios
- Ser una empresa residente en territorio español
- Encontrarse sujeta al Impuesto de Sociedades
- Realizar actividades de I+D+i según las definiciones vigentes en el art. 35 de la LIS
- Realizar dichas actividades por iniciativa propia, si bien la doctrina administrativa reconoce la deducibilidad de determinados gastos por I+D+i realizados por encargos de terceros[1]

### Definiciones normativas
Fuente: Ley 27/2014, de 27 de noviembre, del Impuesto sobre Sociedades 

#### Concepto de investigación y desarrollo
Se considerará investigación a la indagación original planificada que persiga descubrir nuevos conocimientos y una superior comprensión en el ámbito científico y tecnológico, y desarrollo a la aplicación de los resultados de la investigación o de cualquier otro tipo de conocimiento científico para la fabricación de nuevos materiales o productos o para el diseño de nuevos procesos o sistemas de producción, así como para la mejora tecnológica sustancial de materiales, productos, procesos o sistemas preexistentes.
Se considerará también actividad de investigación y desarrollo la materialización de los nuevos productos o procesos en un plano, esquema o diseño, así como la creación de un primer prototipo no comercializable y los proyectos de demostración inicial o proyectos piloto, siempre que éstos no puedan convertirse o utilizarse para aplicaciones industriales o para su explotación comercial.
Asimismo, se considerará actividad de investigación y desarrollo el diseño y elaboración del muestrario para el lanzamiento de nuevos productos. A estos efectos, se entenderá como lanzamiento de un nuevo producto su introducción en el mercado y como nuevo producto, aquel cuya novedad sea esencial y no meramente formal o accidental.
También se considerará actividad de investigación y desarrollo la concepción de software avanzado, siempre que suponga un progreso científico o tecnológico significativo mediante el desarrollo de nuevos teoremas y algoritmos o mediante la creación de sistemas operativos y lenguajes nuevos, o siempre que esté destinado a facilitar a las personas discapacitadas el acceso a los servicios de la sociedad de la información. No se incluyen las actividades habituales o rutinarias relacionadas con el software.

#### Concepto de innovación tecnológica
Se considerará innovación tecnológica la actividad cuyo resultado sea un avance tecnológico en la obtención de nuevos productos o procesos de producción o mejoras sustanciales de los ya existentes. Se considerarán nuevos aquellos productos o procesos cuyas características o aplicaciones, desde el punto de vista tecnológico, difieran sustancialmente de las existentes con anterioridad.
Esta actividad incluirá la materialización de los nuevos productos o procesos en un plano, esquema o diseño, la creación de un primer prototipo no comercializable, los proyectos de demostración inicial o proyectos piloto y los muestrarios textiles, de la industria del calzado, del curtido, de la marroquinería, del juguete, del mueble y de la madera, siempre que no puedan convertirse o utilizarse para aplicaciones industriales o para su explotación comercial.
Se incluye además:
- Actividades de diagnóstico tecnológico tendentes a la identificación, la definición y la orientación de soluciones tecnológicas avanzadas, con independencia de los resultados en que culminen.
- Diseño industrial e ingeniería de procesos de producción, que incluirán la concepción y la elaboración de los planos, dibujos y soportes destinados a definir los elementos descriptivos, especificaciones técnicas y características de funcionamiento necesarios para la fabricación, prueba, instalación y utilización de un producto, así como la elaboración de muestrarios textiles, de la industria del calzado, del curtido, de la marroquinería, del juguete, del mueble y de la madera.
- Adquisición de tecnología avanzada en forma de patentes, licencias, «know-how» y diseños. No darán derecho a la deducción las cantidades satisfechas a personas o entidades vinculadas al sujeto pasivo. La base correspondiente a este concepto no podrá superar la cuantía de un millón de euros.
- Obtención del certificado de cumplimiento de las normas de aseguramiento de la calidad de la serie ISO 9000, GMP o similares, sin incluir aquellos gastos correspondientes a la implantación de dichas normas.

#### Actividades excluidas
No se considerarán actividades de investigación y desarrollo ni de innovación tecnológica las consistentes en:
- Las actividades que no impliquen una novedad científica o tecnológica significativa. En particular, 
  - los esfuerzos rutinarios para mejorar la calidad de productos o procesos
  - la adaptación de un producto o proceso de producción ya existente a los requisitos específicos impuestos por un cliente
  - los cambios periódicos o de temporada, excepto los muestrarios textiles y de la industria del calzado, del curtido, de la marroquinería, del juguete, del mueble y de la madera
  - las modificaciones estéticas o menores de productos ya existentes para diferenciarlos de otros similares.

- Las actividades de producción industrial y provisión de servicios o de distribución de bienes y servicios. En particular: 
  - la planificación de la actividad productiva: la preparación y el inicio de la producción, incluyendo el reglaje de herramientas y aquellas otras actividades distintas de las descritas en el apartado 2.b) del artículo 35
  - la incorporación o modificación de instalaciones, máquinas, equipos y sistemas para la producción que no estén afectados a actividades calificadas como de investigación y desarrollo o de innovación
  - la solución de problemas técnicos de procesos productivos interrumpidos; el control de calidad y la normalización de productos y procesos
  - la prospección en materia de ciencias sociales y los estudios de mercado
  - el establecimiento de redes o instalaciones para la comercialización
  - el adiestramiento y la formación del personal relacionada con dichas actividades.

- La exploración, sondeo o prospección de minerales e hidrocarburos.

### Porcentajes de deducción
La Ley 35/2006 de 28 de noviembre, del Impuesto sobre la Renta de las Personas Físicas y de modificación parcial de las leyes de los Impuestos sobre Sociedades, sobre la Renta de no Residentes y sobre el Patrimonio, introdujo modificaciones parciales que afectaban a los porcentajes de deducción, reduciéndose en 0.92 para el ejercicio 2007, y en 0.85 para el ejercicio 2008 y posteriores. Con la entrada en vigor la Ley 27/2014, los porcentajes de deducción aplicables a las actividades de I+D y de iT se fijan de esta forma:
| Conceptos deducibles                                                                       | %deducción I+D | %deducción IT |
| ------------------------------------------------------------------------------------------ | -------------- | ------------- |
| Gastos realizados en el periodo impositivo                                                 | 25%            | 12%           |
| Exceso sobre gasto medio de los 2 ejercicios anteriores                                    | +17%           | -             |
| Adicional por personal investigador cualificado adscrito en exclusiva a actividades de I+D | +17%           | -             |
| Para los gastos a Univ., OPIs o CITs (Según RD 2609/1996)*                                 | -              | -             |
| Deducción para inversiones en activos afectos a I+D, excluidos inmuebles y terrenos        | 8%             | -             |

*Nota: La entrada en vigor de la ley arriba citada elimina la deducción adicional por gastos correspondientes a proyectos de investigación y desarrollo contratados con universidades, organismos públicos de investigación o centros de innovación y tecnología

### Límites de deducción
- La base de la deducción se minora en el 100% de las subvenciones recibidas para el fomento de las actividades de I+D, imputables en el periodo impositivo.
- La cuantía de las deducciones para incentivar determinadas actividades, reguladas en el Título VI Capítulo IV de la LIS, no podrán superar el 25% de la cuota integra del Impuesto, minorada en los importes de las deducciones para evitar la doble imposición interna e internacional y las bonificaciones previstas en la LIS.
- Este límite se eleva al 50% cuando el importe de la deducción por actividades en I+D+I y de la deducción para el fomento de las tecnologías de la información y las comunicaciones exceda del 10% de la cuota integra minorada en las deducciones para evitar la doble imposición interna e internacional y las bonificaciones.

### Evolución del marco regulatorio
- RDL 3/2009 Se pone fin al límite temporal en las deducciones por I+D+i en el Impuesto de Sociedades, permitiendo su aplicación más allá del año 2011.
- Ley 4/2008. Modificación del Texto Refundido de la Ley del Impuesto sobre Sociedades, en el que se suprimen algunas deducciones adicionales.
- Ley 27/2014. Modificación del Texto Refundido de la Ley del Impuesto sobre Sociedades